# مانوئل کوئینتانا

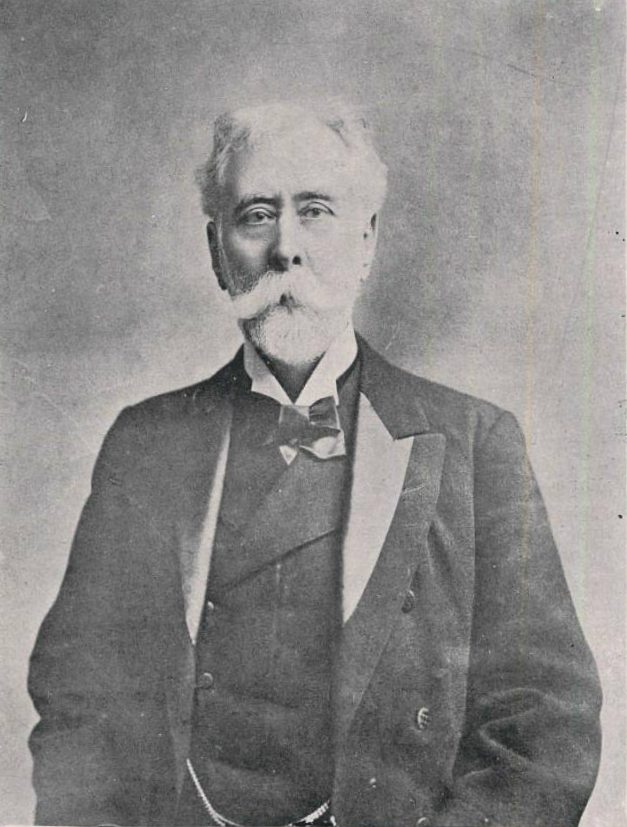

مانوئل پدرو کوئینتانا (بوئنوس آیرس، ۱۹ اکتبر ۱۸۳۵–۱۲ مارس ۱۹۰۶) وکیل، سیاستمدار و دولتمرد آرژانتینی است که از ۱۲ اکتبر ۱۹۰۴ تا زمان مرگش در ۱۲ مارس ۱۹۰۶ رئیس‌جمهور کشور آرژانتین بود. گفته می‌شود او از نوادگان کاشف اسپانیایی دومینگو مارتینز د ایرالا است.
او مدرک حقوق خود را از دانشگاه بوئنوس آیرس در سال ۱۸۵۵ در سن بیست سالگی دریافت کرد و دو سال بعد ریاست کرسی حقوق مدنی را در همان دانشگاه بر عهده گرفت. در ۱۴ دسامبر ۱۸۶۱، او در کلیسای سن نیکولاس د باری، در بوئنوس آیرس با ماریا دل کارمن سوزانا رودریگز ویانا، متولد ۹ ژوئیه ۱۸۴۳ در آسونسیون دل، ازدواج کرد.